# 薩吉諾 (阿拉巴馬州)
薩吉諾（英語：Saginaw）是一個位於美國阿拉巴馬州謝爾比縣的非建制地區。該地的面積和人口皆未知。

## 地理
薩吉諾的座標為33°12′58″N 86°47′31″W / 33.21611°N 86.79194°W，而該地的平均海拔高度為167米（即545英尺）。